# Józef Zapędzki
Józef Zapędzki (Kazimierówka, 11 maart 1929 – Wrocław, 15 februari 2022) was een Pools olympisch schutter.
Józef Zapędzki nam als schutter tweemaal succesvol deel aan de Olympische Spelen; in 1968 en 1972, op het onderdeel 25 meter pistool. Hij wist op dit onderdeel tweemaal goud te winnen voor Polen.
1896: Ioannis Phrangoudis ·
1900: Maurice Larrouy ·
1912: Alfred Lane ·
1920: Guilherme Paraense ·
1924: Henry Bailey ·
1932: Renzo Morigi ·
1936: Cornelius van Oyen ·
1948: Károly Takács ·
1952: Károly Takács ·
1956: Ștefan Petrescu ·
1960: William McMillan ·
1964: Pentti Linnosvuo ·
1968: Józef Zapędzki ·
1972: Józef Zapędzki ·
1976: Norbert Klaar ·
1980: Corneliu Ion ·
1984: Takeo Kamachi ·
1988: Afanasijs Kuzmins ·
1992: Ralf Schumann ·
1996: Ralf Schumann ·
2000: Sergej Alifirenko ·
2004: Ralf Schumann ·
2008: Oleksandr Petriv ·
2012: Leuris Pupo ·
2016: Christian Reitz ·
2020: Jean Quiquampoix ·
2024: Li Yuehong
- Virtual International Authority File: 3324151778213818130009